# Evangeličanska cerkev, Moravske Toplice
Evangeličanska cerkev je v kraju in cerkveni občini Moravske Toplice ter Občini Moravske Toplice.

## Zgodovina
Najstarejši zapiski o obstoju evangeličanske župnije so iz leta 1627, ki so nastali ob vizitaciji martjanske cerkvene občine 13. julija 1627. V burnih letih turških napadov in protireformacije je bila martjanska evangeličanska župnija kmalu uničena. Cerkev je prešla v roke rimokatoličanov. 
Kot za vse ostale evangeličanske cerkve je izdaja toleračnega edikta (1781) pomenila v teh krajih za vernike novo življenje. Verniki iz Moravcev, Tešanovcev in Vučje Gomile so se leta 1783 pridružili tedaj novoustanovljeni puconski cerkveni občini. Sto let zgodovine puconske cerkvene občine je istočasno tudi zgodovina moravske cerkvene občine.

## Cerkev v dvorcu
V letu 1893 so kupljeni dvorec, ki je stal na zemljišču današnje cerkve, preuredili v cerkev, šolo, župnišče in kantorsko stanovanje. Dne 17. septembra 1893 se je moravska filiala tudi dejansko osamosvojila in postala matična cerkvena občina. Kmalu se je izkazalo, da preurejen dvorec ni bil najbolj primeren ne za cerkev, ne za šolo in ne za stanovanje. 
Z ozirom na to, se je leta 1913 porodila misel o zidavi nove cerkve. Leta 1923 so se verniki odločili, da k obstoječi cerkvi sezidajo stolp, katerega so dogradili leta 1925, dne 6. septembra 1925 je bila tudi njegova blagoslovitev. Tri leta pozneje (1928) so kupili in namestili stolpno uro. Zgradbi cerkve in župnišča sta bili delno renovirani, leta 1951 pa še elektrificirani. Toda ta, več sto let stari dvorec, je bil v tako slabem stanju, da je bilo potrebno misliti na novogradnjo.

## Gradnja nove cerkve
Iz dela porušenega dvorca in uporabne opeke so verniki leta 1958 zgradili župnišče in leta 1960 pristopili k zidavi cerkve na mestu zdaj že popolnoma porušenega dvorca. V tem času so bile božje službe v gasilskem domu v Moravcih. Ob pomoči švedske cerkve in veliki požrtvovalnosti domačih vernikov je bila cerkev dne 2. julija 1962 blagoslovljena in predana svojemu namenu.

## Kratka zgodovina šole
Leta 1855 so evangeličanski verniki ustanovili svojo šolo, v kateri so za to usposobljeni in bolj izobraženi verniki v najeti hiši poučevali otroke. V to šolo so hodili otroci iz Moravcev, Tešanovcev in Vučje Gomile vse do leta 1874. Šolsko poslopje so verniki leta 1870 odkupili, leta 1899 so šolo preselili v graščino, ki jo je kupila cerkvena občina. Od 10. decembra 1930 verske šole ni bilo več, temveč samo državna. Učitelji na tej šoli so bili vse do leta 1945 obenem tudi kantorji. Po letu 1946 je bila šola v Moravcih ukinjena.

## Arhitektura
Cerkev sestavljajo neogotski zvonik iz leta 1925 in ladja iz leta 1962. Ladjo pokriva dvokapnica, steno pa členijo visoko, polkrožno zaključena okna.